# Cenarchaeum symbiosum
Espèce
Cenarchaeum symbiosum est une espèce d'archées de la famille des Cenarchaeaceae. Il s'agit d'un endosymbiote de l'éponge Axinella mexicana.

## Systématique
L'espèce Cenarchaeum symbiosum a été décrite en 1996 par les biologistes américains Christina M. Preston (d), Ke Ying Wu (d), Tadeusz Franciszek Molinski (d) et Edward Francis DeLong (d),. 

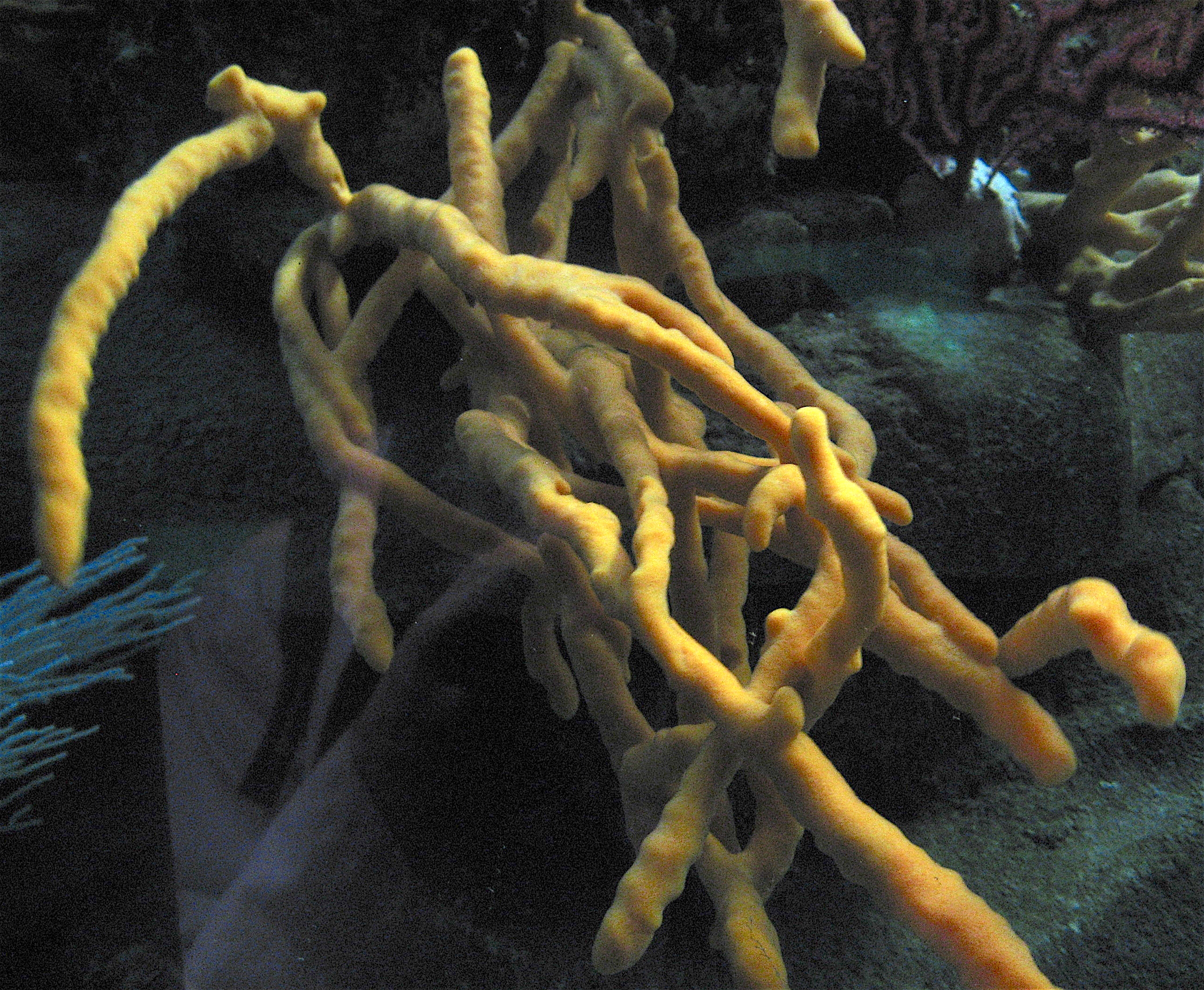
Axinella mexicana, l'espèce d'éponge dont Cenarchaeum symbiosum est l'endosymbiote.

## Publication originale
- (en) Christina M. Preston, Ke Ying Wu, Tadeusz F. Molinski et Edward F. DeLong, « A psychrophilic crenarchaeon inhabits a marine sponge: Cenarchaeum symbiosum gen. nov., sp. nov », Proceedings of the National Academy of Sciences, Washington et États-Unis, NAS, vol. 93, no 13,‎ 25 juin 1996, p. 6241-6246 (ISSN 0027-8424 et 1091-6490, OCLC 43473694 et 1607201, PMID 8692799, PMCID 39006, DOI 10.1073/PNAS.93.13.6241, lire en ligne).